# Макдональд, Джеймс Чарльз
Джеймс Чарльз Макдональд (англ. James Charles McDonald; 14 июня 1840 года, St. Andrew’s Parish, Остров Принца Эдуарда — 1 декабря 1912 года, Шарлоттаун, Канада) — четвёртый епископ Шарлоттауна с 1 мая 1891 года по 1 декабря 1912 года.

## Биография
Родился в 1840 году в селении St. Andrew’s Parish, Остров Принца Эдуарда. Окончил Центральную академию (Central Academy) в Шарлоттауне, после которой преподавал в различных учебных заведениях на Острове Принца Эдуарда. После окончания Колледжа Святого Дунстана обучался в Высшей духовной семинарии в Монреале.
4 июня 1873 года был рукоположён в священники для служения в епархии Шарлоттауна. Некоторое время преподавал в Колледже Святого Дунстана в Шарлоттауне, затем в течение девяти лет был настоятелем в Джорджтауне-Кардигане. С 1884 года — ректор Колледжа Святого Дунстана.
13 июня 1890 года римский папа Лев XIII назначил его вспомогательным епископом Шарлоттауна и титулярным епископом Гирины. 28 августа 1890 года состоялось его рукоположение в епископы, которое совершил епископ Шарлоттауна Питер Макинтайр в сослужении с епископом Антигониша Джоном Кэмероном и епископом Чатама Джеймсом Роджерсом. 1 мая 1891 года римский папа Лев XIII назначил его епископом Шарлоттауна.
Завершил строительство собора Святого Дунстана, который был освящён в 1907 году. Этот храм сгорел в этом же году. В 1910 году построил сиротский приют на окраине Шарлоттауна. Последние четыре года своей жизни страдал от серьёзной болезни. Возглавлял епархию до своей кончины в декабре 1912 года. Похоронен в крипте собора Святого Дунстана, затем его мощи были перевезены в 2000 году на кладбище его родного прихода St. Andrew.